# Трон: Спадок
«Трон: Спадок» (англ. Tron: Legacy; також знаний як TR2N і Tron 2) — американський науково-фантастичний фільм кінокомпанії Walt Disney Pictures. Є продовженням фільму «Трон» 1982 року, який був номінантом на «Оскар». Режисер — Джозеф Косинські. «Трон: Спадок» — режисерський дебют Джозефа Косинські, в той час як попередній режисер Стівен Лісбергер виступив як продюсер. Джефф Бріджес грає роль Кевіна Флінна, а Ґаррет Гедлунд зображує тепер дорослого сина Флінна на ім'я Сем. У фільмі також грають Майкл Шін, Брюс Бокслейтнер, Олівія Вайлд, Беа Гарретт, Карл Урбан і Джон Херт.
Різниця між ігровим фільмом і його кіно-продовженням понад 28 років; такого ще не було в історії Голлівуду.
З тизеру і трейлера, показаних у 2008 і 2009 роках в Сан-Дієго на фестивалі Comic-Con стало зрозуміло, що фільм буде представлено в 3D форматі і IMAX 3D. На відміну від традиційних прийомів «виринання» з екрана, в цьому фільмі зображення, навпаки, «спрямовується» вглиб, щоб підкреслити безмежність віртуальних просторів.
3 вересня 2009, Walt Disney Pictures оголосила, що фільм з'явиться в кінотеатрах 17 грудня 2010. Показово, що дата виходу фільму збігається з датою виходу фільму «Аватар» Джеймса Кемерона, що вийшов на екран 17 грудня 2009 року.
Автор українського перекладу — Сергій SKA Ковальчук.

## Сюжет
Сем Флінн — 27-річний син Кевіна Флінна, головного героя «Трону», та керівник компанії ENCOM, прагне розгадати таємницю зникнення свого батька. Алан, друг Кевіна, отримує повідомлення на пейджер з відключеної телефонної лінії покинутого залу ігрових автоматів, яким завідував Кевін. Сем вирушає туди та виявляє таємну кімнату, сховану за автоматом «Трон». Він випадково активує лазер, який оцифровує його та переносить до віртуального світу, в якому колись побував його батько.
Сема тут же схоплюють захисні програми та кидають на гладіаторські бої на арені. Йому вдається знищити двох супротивників метальними дисками, але Сема перемагає чемпіон «Рінслер». Дізнавшись що Сем користувач, а не програма, «Рінслер» передає Сема програмі «Клу», що править віртуальним світом. «Клу» посилає Сема змагатися з ним в перегонах на мотоциклах, але йому допомагає втекти програма «Кворра». Вона відвозить його за межі володінь «Клу», де знаходиться притулок Кевіна.
Постарілий до того часу Кевін розповідає синові, що він створив цей віртуальний світ при допомозі власної програми «Клу» та Аланового «Трона». Він помітив, що в системі самі собою виникли програми «ізоморфи», здатні до творчості, проте «Клу» знищив їх, вважаючи, що вони прояв хаосу, якого не має бути в досконалому світі. Кевін намагався повернутися до реального світу, але не встиг до закриття порталу. Тепер його можна відкрити заново лише ззовні. Вони розуміють, що повідомлення на пейджер Алану послав сам «Клу», щоб змусити Сема відкрити портал. Тепер «Клу» бракує тільки Кевінового диска, необхідного для перетворення віртуальних істот на реальних.
Розчарований бездіяльністю батька, Сем переконує «Кворру» допомогти йому. Вона дає йому координати ексцентричного власника клубу «Зюса». Сем знаходить його, та «Зюс» здає його солдатам «Клу». «Кворра» та Кевін рятують його, при цьому «Кворра» втрачає руку та «зависає». «Зюсу» вдається захопити диск Кевіна, втікачі досягають транспортної програми «Сонячний вітрильник», який прямує до порталу. «Клу», дізнавшись, що вони вціліли, знищує «Зюса» й забирає диск.
Кевін відновлює пошкоджену частину коду «Кворри». Спостерігаючи за цим, Сем розуміє, що «Кворра» — «ізоморф». Після перезавантаження вона слухає розповідь Сема про реальний світ і бажає побачити його.
«Сонячний вітрильник» прилітає до порталу, але замість реальності герої потрапляють на корабель «Клу». Там вони бачать як «Клу» редагує програми, створюючи з них армію для захоплення реального світу, щоб зробити його «досконалим». «Кворра» проводить Сема з Квіном до порталу, після чого її схоплює «Рінслер». Кевін впізнає в ньому програму «Трон».
Сем проникає до кабінету «Клу», забирає диск і визволяє «Кворру». Кевін захоплює літак, на якому всі троє летять до порталу. «Клу» і «Рінслер» летять за ними на винищувачах і «Рінслер» готується збити героїв, але згадує, що він «Трон» і таранить літак «Клу». «Рінслер» падає в море, та «Клу» відбирає в нього стиснений запасний літак, на якому продовжує гонитву.
«Клу» перепиняє шлях до порталу, Кевін намагається домовитися з ним, але «Клу» не бажає його слухати. Забравши диск Кевіна, «Клу» виявляє, що насправді це диск «Кворри». Кевін жертвує собою, щоб дати Сему з «Кворрою» скористатися справжнім диском і вийти в реальність. Кевін стирає код «Клу», через що вірутальний світ починає руйнуватися.
Опинившись в реальності, Сем копіює цей віртуальний світ на флешку до того як він зникне. Вийшовши з залу автоматів, Сем зустрічає Алана та «Кворру». Він призначає Алана керівником ENCOM та їде на мотоциклі з тепер реальною «Кворрою» побачити світанок.

## Ролі
| Актор            | Роль                                              |
| ---------------- | ------------------------------------------------- |
| Ґаррет Гедлунд   | Сем Флінн                                         |
| Джефф Бріджес    | Кевін Флінн / Клу                                 |
| Брюс Бокслейтнер | Алан Бредлі, Трон / Рінцлер (голос )              |
| Олівія Вайлд     | Кворра                                            |
| Майкл Шин        | Кастор / Зюс                                      |
| Бо Гарретт       | програма - сирена Джем                            |
| Джеймс Фрейн     | Джарвіс, помічник Клу                             |
| Аніс Чеурфа      | Трон / Рінцлер                                    |
| Кілліан Мерфі    | Едвард Діллінджер-молодший (у титрах не вказаний) |
| Яя Дакоста       | Сирена (у титрах не вказана)                      |

## Виробництво

### Підготовчий етап
В кінці 1990-х років виникло припущення, що Дісней через успіх першого фільму зробить його продовження. 29 липня 1999 ZDNet повідомили, що продовження або римейк Трону розглядається компанією Pixar. Упродовж наступних декількох років різні новинні сайти повідомляли безліч помилкових чуток про те, що продовження Трону знаходиться на стадії знімання або підготовки до нього.
13 січня 2005 один з новинних сайтів повідомив, що студія Дісней найняла Браяна Клагмена та Лі Стернтела для того, щоб написати продовження Трону.
У 2008 році в місті Сан-Дієго на міжнародному фестивалі San Diego Comic — Con International, щоб здивувати гостей фестивалю, показали попередній трейлер — тизер (позначений як TR2N; режисер — Джозеф Косинські).
Хоча трейлер не підтвердив, що продовження Трону було у виробництві, він показав, що Дісней був серйозний у своїх намірах. В інтерв'ю Sci-Fi Wire було сказано, що тест-кадри навряд чи з'являться в готовому фільмі.
23 липня 2009 студія Дісней показала нинішня назва на фестивалі Comic-Con в 3D. Джефф Бріджес пояснює назву з посиланням на тему розповіді: «Це — переважно історія про пошук сином його батька». Крім того, вони показали трейлер аналогічний показаному на Comic-Con 2008 з оновленими візуальними ефектами. У той час завершувалося виробництво фільму і був ще рік попереду. Оскільки жоден з кадрів зсередини комп'ютерного світу не був закінчений, вони показали концепцію зображення з виробництва. Зображення містило пристрій розпізнавання, яке було оновлено у порівнянні з оригінальним фільмом. Концепції фотографій показали також Дискові війни, які також були змінені в турнір з 16 ігор. Арена влаштована таким чином, щоб суд гри органічно змінився, і всі 16 гри йдуть в один час. Дошки також об'єднані в режимі реального часу до тих пір, поки останні два воїни Диска не пов'язані між собою.
Світлоцикли повертаються в новому дизайні Даніеля Саймона. За даними прес-конференції на Comic-Con 2009, новий автомобіль буде називатися «Light Runner» і стане 2-місцевою версією світлоцикла. Повідомлялося, що автомобіль дуже швидкий і має унікальну можливість сходити сітки на власні сили. Глядач також отримує можливість поглянути на власний цикл Кевіна Флінна — «Light Runner другого покоління», розроблений в 1989 Флінном і «ходять чутки, він як і раніше є найшвидшим на стартовій решітці». Це включає в себе частину сцен обох фільмів.
Модель в натуральну величину була розміщена 28-30 серпня 2009 на стенді в «Fan Expo-2009» в Торонто (Канада) разом зі спеціальним поданням матеріалу від виробництва. Концептуальне мистецтво, показане на Comic-Con, було показано і в роботі сесії, поряд з дещо випробувальним фільмом про військові художників, які зробили стиль воєн Диска спортивнішим. Показані фрагменти фільму були використані пізніше як частина трейлера, що вийшов 5 березня 2010.

### Фільмування
Фільмування почалося у Ванкувері, Британська Колумбія, у квітні 2009. Один з етапів знімання фільму проходив у канадському Парку студії на півдні Бернабі. Весь фільм було знято в 3D. Компанія Digital Domain працювала над візуальними ефектами.
У квітні 2009 року в інтернеті з'явилися фотографії із зазначенням суб'єктів у синіх костюмах, що щільно облягають персонажів. Дизайн костюмів нагадує одяг, який носили актори в першій частині фільму.

### Музика
Пісні до фільму написала група Daft Punk. На момент проведення фестивалю Comic-Con в 2009 році, було встановлено, що альбом складатиметься з 24 треків для фільму. Олівія Вайлд сказала, що дует може брати участь у майбутніх рекламних заходах. Пісня «Separate Ways» (англ.) буде включена до фільму.

## Маркетинг
21 липня 2009 кілька вебсайтів, головна тема яких — кіно, повідомили, що отримали поштою кілька жетонів «Аркади Флінна» (клуб ігрових автоматів) разом із флеш-диском. На дисках було кілька GIF анімацій, в яких відображалися рядки коду CSS. Чотири з них були складені разом і частина коду була зламана, виявивши URL сайту Flynnlives.com, промо-сайту, підтримуваного активістами, які вважають, що Кевін Флінн живий, хоча він пропав безвісти з 1989 року. При натисканні на невелике зображення павука в нижній частині головної сторінки відображався відлік годин, який закінчувався 23 липня 2009, 9:30 вечора PDT. У розділі Правила користування було знайдено адресу. В Сан-Дієго, Каліфорнія, недалеко від конгрес-центру міста, пройшла конференція Comic Con 2009 де була анонсована інформація про сиквел і деякі кадри. «Аркада Флінна» була знову відкрита в цьому місці, з кількома автоматами «Arcade Paranoids» та кількома автоматами різних відеоігор 80-х. Там же була виставлена на показ оновлена модель «світлового мотоцикла» в натуральну величину.
Той же світловий мотоцикл бачили на виставці Fan Expo 2009 (Фанати і шанувальники 2009) 20 серпня в Торонто. На стенді також було встановлено декілька екранів, що програвали тизер до нового фільму і деякі експериментальні кадри.
Потім було знайдено другий вірусний сайт, homeoftron.com. Він містить частину історії «Аркади Флінна», а також розділ мемуарів шанувальників.
11 грудня 2009 був виставлений новий постер разом з новим кадром із фільму.
На іншому вірусному сайті «pitcell.com» було представлено список подій в кінотеатрах IMAX в Нью-Йорку, Лондоні, Лос-Анджелес, Торонто та Сіднеї. Під час входу у свій профіль на flynnlives.com pitcell, натиснувши на «куб» в pitcell.com, можна було отримати квитки на заходи (на 27-28 лютого 2010 р.).
Перший театральний трейлер вийшов 5 березня 2010 разом з «Аліса у Дивокраї», і містив сцени із Семом, Кевіном і світом трону. На Walt Disney World Resort (Діснейленд) у Флориді один з монорейкових потягів прикрасили зображеннями світоциклів для реклами нового фільму.

## Знімальна група
- Режисер — Джозеф Косинські
- Сценарист — Адам Горовіц, Річард Джеффріс, Едвард Кітсіс
- Продюсер — Шон Бейлі, Брюс Франклін, Стів Гауб
- Композитор — Daft Punk

## Відеогра
Відеогра Трон: Еволюція вийшла взимку 2010 року. Тизер і трейлер вийшли в листопаді 2009, хоча довший трейлер показали на Spike Video Game Awards 12 грудня 2009.